# NGC 816
NGC 816 je galaksija u zviježđu Trokut.

## Vanjske poveznice
- SEDS: NGC 816